# Benjamin Källman
Benjamin Källman (ˈbɛnjɑˌmin ˈtɕɛlːmɑn; * 17. Juni 1998 in Ekenäs als Paul Benjamin Källman) ist ein finnischer Fußballspieler auf der Position eines Stürmers. Er steht bei Hannover 96 in der 2. Fußball-Bundesliga unter Vertrag und ist finnischer Nationalspieler.

## Karriere

### Verein
Der Finnlandschwede Benjamin Källman wurde im zweisprachigen Ekenäs (finnisch Tammisaari) geboren und begann seine sportliche Laufbahn in schwedischsprachigen Sportvereinen. So spielte er als Kind Handball bei BK-46 im Nachbarort Karis und begann seine Karriere als Fußballer in seinem Heimatverein Ekenäs IF (EIF). 
Nach einer Zeit in der Jugendabteilung des FC Honka Espoo in der Region Helsinki gab Källman am 3. Mai 2014 sein Debüt für EIF in der damals drittklassigen Kakkonen im Alter von nur 15 Jahren.
Am 25. November 2015 unterzeichnete Källman seinen ersten Vertrag bei Inter Turku in der finnischen Veikkausliiga, der höchsten Spielklasse des Landes, der 2016 begann. Während seiner Zeit in Turku (schwedisch Åbo) besuchte er das schwedischsprachige Gymnasium Katedralskolan i Åbo, wo er 2018 sein Abitur ablegte.
In den folgenden Jahren wurde Källman mehrfach als Leihspieler unter Vertrag genommen. So spielte er zwischen 2018 und 2020 für den FC Dundee (Schottland), Vendsyssel FF (Dänemark) sowie Viking Stavanger und FK Haugesund (jeweils Norwegen). Källman kehrte im August 2020 zu seinem Stammverein Inter zurück. In der folgenden Saison 2021 erzielte Källman 14 Tore in der Veikkausliiga und war gemeinsam mit Ariel Ngueukam Torschützenkönig der Liga und wurde in die Mannschaft der Saison gewählt. Dies war für Källman der endgültige Durchbruch im Profifußball.
Am 2. Juli 2022 wechselte Källman ablösefrei zum polnischen Verein Cracovia und unterzeichnete einen Dreijahresvertrag. Sein erstes Tor in der Ekstraklasa erzielte er am 29. Juli 2022 beim 3:0-Heimsieg gegen Legia Warschau. In seiner Debütsaison kam er in 33 von 34 Spielen zum Einsatz und erzielte sechs Treffer in der Ekstraklasa. In seiner zweiten Saison 2023/24 verbesserte er seine Torquote in der Liga leicht (9 Treffer). In der dritten Saison 2024/25 war Källman mit 18 Treffern in 34 Einsätzen der drittbeste Torschütze der Liga. Mitte Mai 2025 wurde bekannt gegeben, dass Källman Cracovia nach Ablauf seines Vertrags am Ende der Saison verlassen würde.
Am 20. Mai 2025 gab der deutsche Zweitligist Hannover 96 die Verpflichtung von Källman bekannt, der ablösefrei kam und ab der Saison 2025/26 einen Dreijahresvertrag unterschrieb. Er wurde damit nach Mikael Forssel der zweite finnische Spieler, der für Hannover spielt. Sein Debüttor erzielte er am 9. August 2025 am 2. Spieltag bei einem 2:0-Auswärtssieg gegen Fortuna Düsseldorf.

### Nationalmannschaft
Der ehemalige finnische Jugendnationalspieler Källman gab 2018 sein Debüt in der finnischen Nationalmannschaft bei einem 2:1-Sieg gegen Jordanien in einem Freundschaftsspiel. Sein erstes Länderspieltor erzielte er bei seinem zweiten Länderspieleinsatz am 11. Juni 2019 in einem Qualifikationsspiel zur UEFA Euro 2020 gegen Liechtenstein, welches 2:0 ausging.

## Persönliches
Källmans Vater Mikael Källman gilt weithin als einer der besten finnischen Handballspieler.

## Erfolge
Inter Turku
- Finnischer Pokalsieger: 2017/18

Viking Stavanger
- Norwegischer Pokalsieger: 2019

Individuell
- Torschützenkönig der Veikkausliiga: 2021